# 中央寺 (江東区)

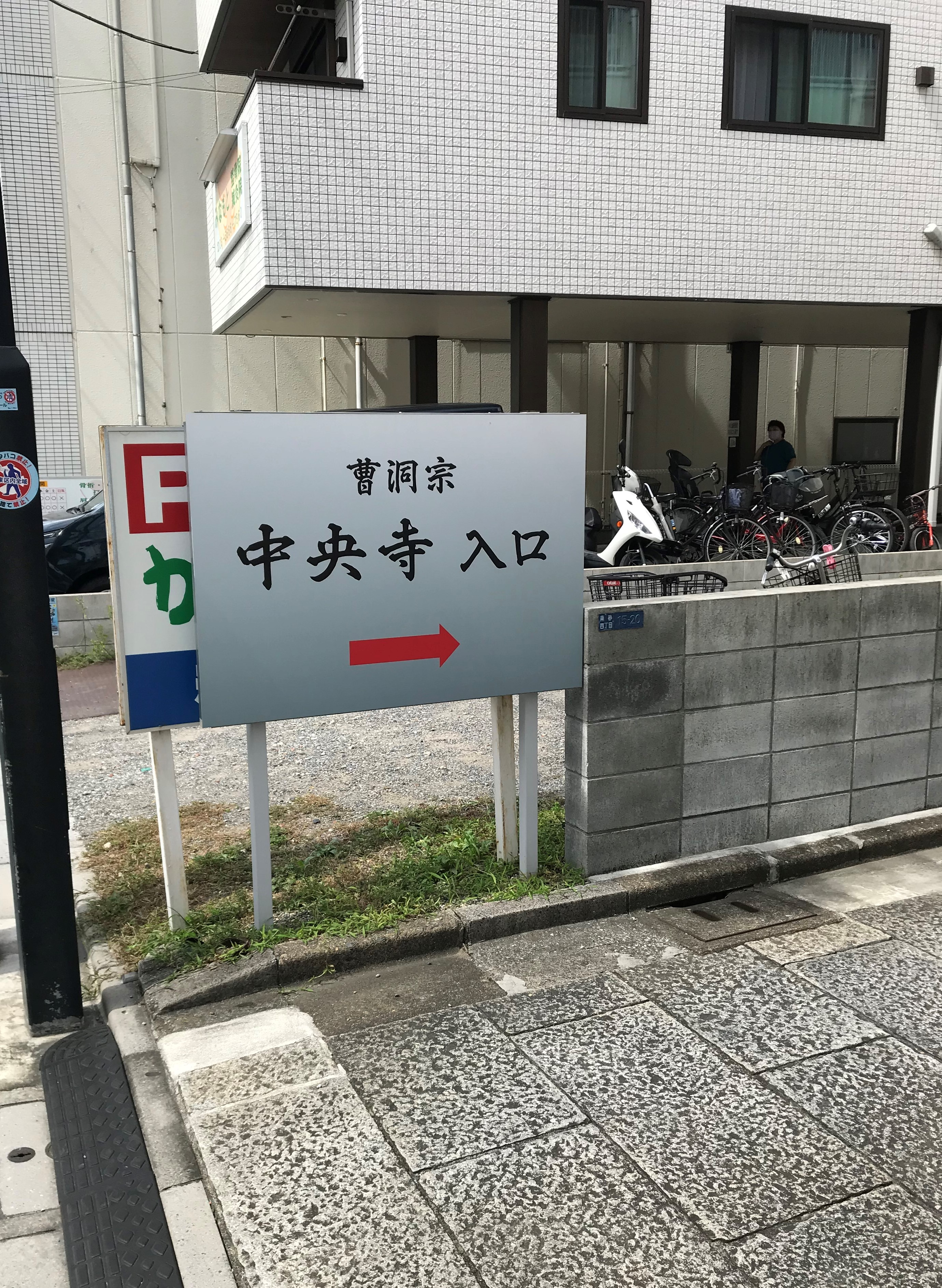

中央寺（ちゅうおうじ）は、東京都江東区にある曹洞宗の寺院。

## 歴史
1630年（寛永7年）に開山された。1682年（天和2年）に徳川将軍家の御座船「安宅丸」が解体され、中にあった大日如来像を当寺に移している。
元々は深川御船蔵町（現・江東区新大橋）に位置していた。嘉永3年（1850年）には本所番場町にあった遠江国秋葉寺三尺坊権現の宿坊三聖軒を合併している。1923年（大正12年）の関東大震災に罹災し、江戸川区に移転した。1948年（昭和23年）に現在地に移転した。

## 交通アクセス
- 南砂町駅より徒歩10分。